# 皇后崎町
皇后崎町（こうがさきまち）は福岡県北九州市八幡西区の町。住居表示実施済み。郵便番号は806-0041。

## 地理
八幡西区の北部に位置し、北に大字熊手、東に桜ケ丘町、南に萩原、南西に穴生、西に陣原と接する。

### 河川
二級河川 割子川

## 地域の特徴
北縁の外側をJR九州鹿児島本線およびJR九州福北ゆたか線が通り、東縁を筑豊電気鉄道、南縁を国道3号、西縁を割子川に囲まれた地域である。北東部は小高い丘になっており、金光教南八幡教会やマンションがある。国道沿いには自動車販売店や自動車整備工場などが建っている。

## 歴史
1914年（大正3年）に西鉄北九州線が開通した際に、当町域に皇后崎停留場，皇后崎変電所が設置され、その頃から皇后崎と通称されていた。なお、西鉄北九州線は2000年に路線廃止となり、皇后崎停留場も廃駅となっている。

### 地名の由来
三韓征伐の際に神功皇后が兵船を寄せられたことにちなんでおり、町内に上陸記念碑がある。

### 沿革
- 1959年（昭和34年） - 皇后崎町新設[4]。
- 1963年（昭和38年）2月1日 - 八幡市、戸畑市、小倉市、若松市、門司市の5市が合併し、北九州市が発足。八幡市皇后崎町は北九州市八幡区皇后崎町となる。
- 1963年（昭和38年）4月1日 - 北九州市が政令指定都市に指定され、八幡区、戸畑区、小倉区、若松区、門司区の5区を設置。北九州市八幡区皇后崎町は北九州市八幡区皇后崎町となる。
- 1973年（昭和48年）6月1日 - 大字熊手，大字穴生の各一部が皇后崎町に編入、住居表示実施[6]。
- 1974年（昭和49年）4月1日 - 八幡区が八幡西区と八幡東区に分かれ、八幡区皇后崎町は八幡西区皇后崎町となる[7]。

### 町名の変遷
| 実施内容 | 実施年月日               | 実施後   | 実施前                                     |
| -------- | ------------------------ | -------- | ------------------------------------------ |
| 町名新設 | 1959年（昭和34年）       | 皇后崎町 | 大字熊手の一部                             |
| 住居表示 | 1973年（昭和48年）6月1日 | 皇后崎町 | 皇后崎町の全部、大字熊手，大字穴生の各一部 |

## 世帯数と人口
2025年（令和7年）3月31日現在（北九州市発表）の世帯数と人口は以下の通りである。
| 町       | 世帯数  | 人口  |
| -------- | ------- | ----- |
| 皇后崎町 | 521世帯 | 865人 |

### 人口の変遷
国勢調査による人口の推移。
| 1995年（平成7年）  | 1,157人 | [ 8 ]  |  |
| 2000年（平成12年） | 1,034人 | [ 9 ]  |  |
| 2005年（平成17年） | 1,064人 | [ 10 ] |  |
| 2010年（平成22年） | 1,049人 | [ 11 ] |  |
| 2015年（平成27年） | 975人   | [ 12 ] |  |
| 2020年（令和2年）  | 914人   | [ 13 ] |  |

### 世帯数の変遷
国勢調査による世帯数の推移。
| 1995年（平成7年）  | 500世帯 | [ 8 ]  |  |
| 2000年（平成12年） | 465世帯 | [ 9 ]  |  |
| 2005年（平成17年） | 472世帯 | [ 10 ] |  |
| 2010年（平成22年） | 489世帯 | [ 11 ] |  |
| 2015年（平成27年） | 512世帯 | [ 12 ] |  |
| 2020年（令和2年）  | 498世帯 | [ 13 ] |  |

## 学区
市立小・中学校に通う場合、学区は以下の通りとなる。
| 町       | 街区     | 小学校               | 中学校               |
| -------- | -------- | -------------------- | -------------------- |
| 皇后崎町 | 1 - 14番 | 北九州市立青山小学校 | 北九州市立熊西中学校 |
| 皇后崎町 | 15番     | 北九州市立青山小学校 | 北九州市立穴生中学校 |

## 交通

### バス
域内のバス停と系統は以下のとおりである。
| 運行事業者 | 運行事業者                   | 西鉄バス北九州 | 西鉄バス北九州 | 西鉄バス北九州 | 西鉄バス北九州 | 西鉄バス北九州 | 北九州市交通局 |
| 系統       | 系統                         | 1              | 74-1           | 80             | 82             | エアポートバス | 57             |
| 停留所     | 皇后崎（西鉄八幡営業所入口） | ○              | ○              | ○              | ○              | ○              |                |
| 停留所     | 萩原団地下                   | ○              | ○              | ○              | ○              |                | ○              |

### 道路
- 国道3号

## 施設

### 教会
- 金光教八幡南教会

### 公園
- みさき公園